# 中华仿圆筒䗛
中华仿圆筒䗛（学名：Paragongylopus sinensis），一种分布于中华人民共和国广西、云南等地的昆虫，是杆䗛科（杆竹节虫科）仿圆筒䗛属的模式种。模式产地为广西南宁市武鸣区大明山。
本种在2023年被收录入《有重要生态、科学、社会价值的陆生野生动物名录》。

## 形态特征
正模标本为成年雌性，体长45毫米。身体呈圆筒状，褐色，体表粗糙。触角短，分3节。

## 亚种
本种目前分为2个亚种：
- 中华仿圆筒䗛指名亚种 Paragongylopus sinensis sinensis：分布于广西
- 中华仿圆筒䗛屏边亚种 Paragongylopus sinensis pingbianensis：分布于云南